# Breese (Illinois)
Breese – miasto w Stanach Zjednoczonych, w stanie Illinois, w hrabstwie Clinton.